# Wolfgang Kiefer
Wolfgang Kiefer (* 12. Februar 1941 in Pforzheim) ist ein deutscher Physiker und ehemaliger Hochschullehrer am Institut für Physikalische und Theoretische Chemie der Fakultät für Chemie und Pharmazie der Julius-Maximilians-Universität Würzburg. Sein wissenschaftliches Interesse gilt vorwiegend der Raman-Spektroskopie.

## Werdegang
Kiefer erhielt 1960 das Abitur an der Oberrealschule München-Pasing, jetziges Max-Planck-Gymnasium. 1959 war er Schülermeister im Geräteturnen. Er studierte Physik an der Ludwig-Maximilians-Universität München (LMU) mit Diplom-Abschluss 1967. Anschließend arbeitete er am Lehrstuhl von Josef Brandmüller, Sektion Physik der LMU. 1970 promovierte er dort mit dem Thema Raman-Spektroskopie mit einem quasi-kontinuierlichen Rubinlaser – Ramanspektren anorganischer Verbindungen.
Als Postdoc (1970–1972) in der Gruppe von Harold Bernstein am National Research Council of Canada (NRCC), Division of Chemistry, Ottawa, Kanada, erforschte Kiefer den strengen Resonanz-Raman-Effekt. Am NRCC entwickelte er auch die „Rotierende Ramanproben-Technik“.
Zurück am Lehrstuhl von J. Brandmüller mit einem halbjährigen Zwischen-Gastaufenthalt (1974) in der Gruppe von Manuel Cardona am Max-Planck-Institut für Festkörperforschung in Stuttgart, habilitierte er sich 1977 an der LMU München mit dem Thema Beiträge zur Erforschung der Grundlagen des strengen Resonanz-Raman-Effektes in molekularen Systemen. Unmittelbar danach erhielt er einen Ruf auf eine Professur für Experimentalphysik an der neu gegründeten Universität Bayreuth, wo er bis 1985 tätig war. Danach bis 1988 war er Professor und Vorstand des Instituts für Experimentalphysik an der Karl-Franzens-Universität Graz, Österreich. Im Jahre 1988 folgte er einem Ruf auf den Lehrstuhl für Physikalische Chemie II an der Universität Würzburg, den er bis zu seiner Pensionierung im Jahre 2006 innehatte. An seinen verschiedenen universitären Wirkungsstätten promovierten 85 Mitarbeiter, von denen 12 zu Universitätsprofessoren im In- und Ausland berufen wurden. Kiefer war auch Dekan und Vize-Dekan der Fakultät Chemie und Pharmazie der Universität Würzburg. Nach seiner Pensionierung richtete er sich im Keller seines Hauses das Eisingen Laboratory for Applied Raman Spectroscopy ein.
Kiefers Forschungsergebnisse wurden in mehr als 600 wissenschaftlichen Artikeln in referierten Zeitschriften veröffentlicht. Eine repräsentative Auswahl seiner Veröffentlichungen, zusammengefasst in verschiedenen Forschungsgebieten, findet man in Journal of Raman Spectroscopy, Vol. 37, S. 1–19 (2006).

## Aktivitäten
Kiefer war von 1977 bis 2000 europäischer Herausgeber der Zeitschrift Applied Spectroscopy, Chief-Editor der Zeitschrift Journal of Raman Spectroscopy (2000–2009), Advisory Editor der Zeitschrift Asian Journal of Physics, Mitglied des Editorial Boards der Zeitschriften Spectroscopy Letters, Trends in Applied Spectroscopy, Asian Journal of Spectroscopy, Asian Chemistry Letters, Chemical Physics Letters, Chinese Journal of Light Scattering. Von 1981 bis 1990 war er Mitglied der IUPAC Commission for Infrared and Raman Spectroscopy, 1982 Direktor des NATO Advanced Study Institute on Nonlinear Raman Spectroscopy, 1999–2001 Foreign Councilor des Institute for Molecular Science, Okazaki, Japan, 1992 Chairman der XIIIth International Conference on Raman Spectroscopy (ICORS), Würzburg, Mitglied des Organisations- und Programm-Komitees der ICORS-Tagungen 1976, 1978, 1992 und 2002. Kiefer war ab 1997 Mitglied des Advisory Board des Committee on Light Scattering der Chinese Physical Society, Vorsitzender des Ortsverbandes Unterfranken der Gesellschaft Deutsche Chemiker (1992–1993), Vize-Präsident der Physikalisch-Medizinischen Gesellschaft Würzburg (1997–1998). Er war oder ist noch Mitglied in folgenden nationalen und internationalen Gesellschaften: Deutsche Physikalische Gesellschaft, Deutsche Bunsen-Gesellschaft, Gesellschaft Deutscher Chemiker, Optical Society of America, Society for Applied Spectroscopy, Coblentz Society, American Physical Society, American Association for the Advancement of Science.

## Ehrungen
Kiefer erhielt zahlreiche Ehrungen: u. a. war er Gastprofessor an den Universitäten Hong Kong University of Science and Technology (1993), Waseda University, Tokyo (1993), Zhengzhou University, Zhengzhou, P.R. China (1995); 1995 wurde er Ehrenprofessor (Prof. h.c.) der Wuhan University, Wuhan, P.R. China, 1999 Honorary Fellow der Laser and Spectroscopy Society of India (F.L.S.S.); 2000 erhielt er den Distinguished Service Award der Society for Applied Spectroscopy, USA; 2003 wurde ihm die Ehrendoktorwürde (Dr. h.c.) der Babes-Bolyai-Universität in Cluj-Napoca, Rumänien, verliehen; 2005 wurde Kiefer sowohl mit dem INCONS Award (International Conference on Spectrophysics, Chennai, Indien) ausgezeichnet als auch mit dem Honorary Membership Award der Society for Applied Spectroscopy, USA (2005) sowie als Fellow der Society for Applied Spectroscopy, USA. Im selben Jahr erhielt er zudem die Ehrenprofessorwürde (Prof. h.c.) und wurde akademisches Mitglied der Capital Normal University Beijing. Der 50th Pittsburgh Spectroscopy Award, USA wurde ihm 2006 verliehen; es folgten die Preise: International Raman Award, Indien (2008), Erster Raman Lifetime Award (XXIVth International Conference on Raman Spectroscopy, ICORS 2014, Jena), sowie der Award for Lifetime Contribution to Raman Spectroscopy, Indian Institute of Science (2018).
Zu Ehren von Kiefer erschienen Sonderhefte der Zeitschriften: Asian Chemistry Letters (Vol. 8, No. 1, 2004), Asian Journal of Physics (Vol. 15, No. 2, 2006), Journal of Raman Spectroscopy (Vol. 37, No. 1–3, 2006), Zeitschrift für Physikalische Chemie (Band 225, Heft 6–7, 2011), Asian Journal of Physics (Vol. 25, No. 2, 2016), Journal of Raman Spectroscopy (Vol. 47, 2016), Asian Journal of Physics (Vol. 30, No. 2, 2021).
2024 erhielt er als einer der führenden Wissenschaftler auf dem Gebiet der Raman-Spektroskopie den ESULaB 2024 Lifetime Achievement Award des „European Symposium on Ultrafast Laser driven Biophotonics“ (ESULaB), das vom Leibniz-Institut für Photonische Technologien in Zusammenarbeit mit Coherent ausgerichtet wird.